# Squirrel Mountain Valley
Squirrel Mountain Valley és una concentració de població designada pel cens dels Estats Units a l'estat de Califòrnia. Segons el cens del 2000 tenia 498 habitants.

## Demografia
Segons el cens del 2000, Squirrel Mountain Valley tenia 498 habitants, 218 habitatges, i 165 famílies. La densitat de població era de 274,7 habitants/km².
Dels 218 habitatges en un 19,7% hi vivien nens de menys de 18 anys, en un 69,3% hi vivien parelles casades, en un 3,2% dones solteres, i en un 23,9% no eren unitats familiars. En el 22,5% dels habitatges hi vivien persones soles el 16,1% de les quals corresponia a persones de 65 anys o més que vivien soles. El nombre mitjà de persones vivint en cada habitatge era de 2,28 i el nombre mitjà de persones que vivien en cada família era de 2,64.
Per edats la població es repartia de la següent manera: un 17,9% tenia menys de 18 anys, un 2,8% entre 18 i 24, un 13,9% entre 25 i 44, un 30,5% de 45 a 60 i un 34,9% 65 anys o més.
L'edat mediana era de 54 anys. Per cada 100 dones de 18 o més anys hi havia 96,6 homes.
La renda mediana per habitatge era de 42.083 $ i la renda mediana per família de 52.875 $. Els homes tenien una renda mediana de 62.656 $ mentre que les dones 49.000 $. La renda per capita de la població era de 31.909 $. Cap de les famílies i el 2,5% de la població estaven per davall del llindar de pobresa.

## Poblacions més properes
El següent diagrama mostra les poblacions més properes.